# Новиково (Бійський район)
Но́виково (рос. Новиково) — село у складі Бійського району Алтайського краю, Росія. Адміністративний центр Новиковської сільської ради.

## Населення
Населення — 1233 особи (2010; 1367 у 2002).
Національний склад (станом на 2002 рік):
- росіяни — 92 %